# Adagio (gruppo musicale francese)
Gli Adagio sono un gruppo progressive/symphonic metal francese.
La musica degli Adagio è caratterizzata da una forte presenza tecnica, atmosfere cupe, orchestrazioni, una complessa linea vocale e potenti riffs. Fa la sua comparsa, nell'album Dominate, l'uso del cantato in growl, effettuato da Stephan Forté.
La band ha concluso la produzione del loro quarto album, Archangels in Black. L'album contiene nove tracce più una traccia bonus per la versione giapponese. Secondo il sito della band le composizioni si possono considerare tra il metal melodico ed il metal estremo e come una versione più dura di Underworld.
Nel 2018 Stephan Forté ha messo il gruppo in pausa a tempo indeterminato per iniziare una carriera solista.

## Formazione

### Formazione attuale
- Cantante: Kelly Sundown Carpenter
- Chitarrista: Stephan Forté
- Bassista: Franck Hermanny
- Tastierista: Kevin Codfert
- Batterista: Eric Lébailly

### Ex componenti
- Cantanti: David Readman, Gus Monsanto, Christian Palin
- Tastierista: Richard Andersson
- Batterista: Dirk Bruinenberg

## Discografia

### Album in studio
- 2001 - Sanctus Ignis
- 2003 - Underworld
- 2005 - Dominate
- 2009 - Archangels in Black
- 2017 - Life

### Live
- 2004 - A Band in Upperworld